# Lœss
Cet article concerne un matériau observé en géologie. Pour la méthode statistique (LOESS), voir Régression locale.

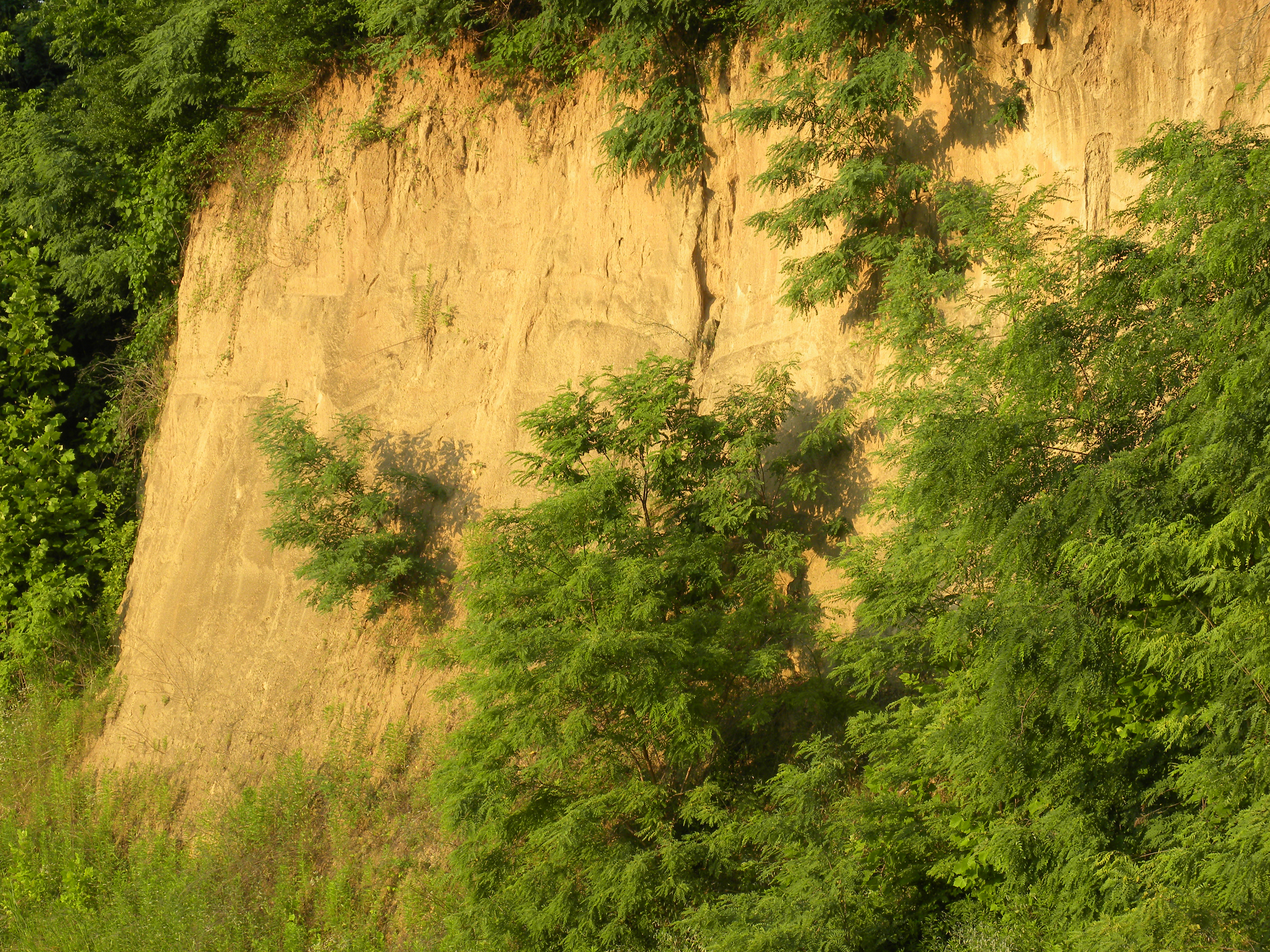
Coupe de lœss de Vicksburg au Mississippi, États-Unis.

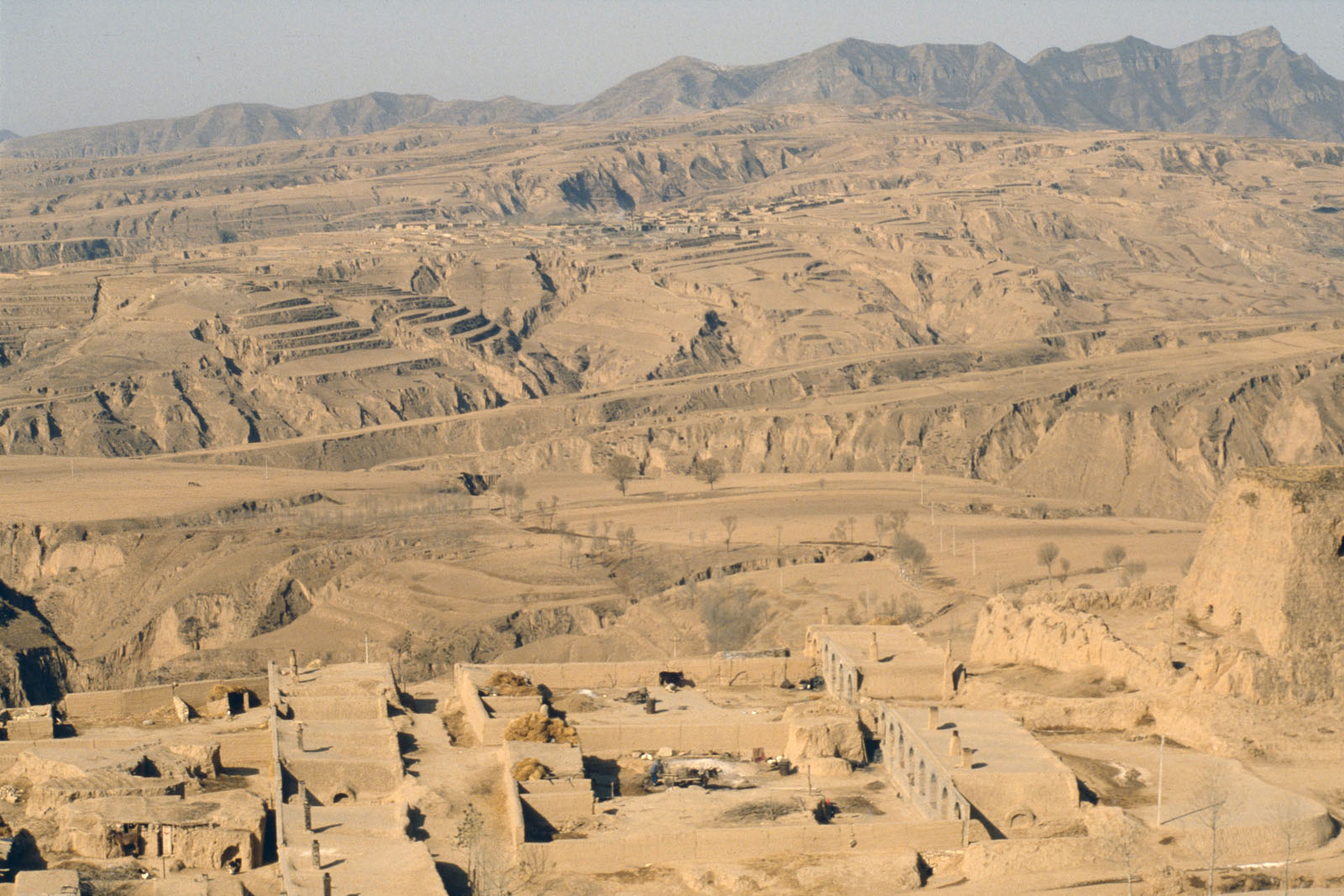
Paysage lœssique : le plateau de Lœss, le Xian de Hunyuan, Shanxi (très fort taux d'érosion dans cette région du fleuve Jaune et problèmes de désertification).

Le lœss (ou loess) est un dépôt sédimentaire détritique meuble formé par l'accumulation de limons issus de l'érosion éolienne, dans les régions désertiques et périglaciaires (ceintures péridésertique et périglaciaire).
Les dépôts éoliens de couverture résultent du transport par le vent à moyenne et longue distance et du piégeage de ces particules fines par une végétation herbacée dense. Ils s'étendent en couverture sur plus de 10 % de la surface des continents et concernent les sables fins (sables de couverture) et les limons (lœss).

## Étymologie et autres dénominations
Le terme « lœss » ou « loess » est une transcription de l'allemand « Löss », terme introduit par le géologue allemand Karl Cäsar von Leonhard (en), probablement formé à partir de l'alémanique (dialecte suisse) lösch « peu compact, meuble, gros caillou ».
D'autres termes sont utilisés dans la littérature francophone :
- le limon des plateaux, terme consacré par les notices des cartes géologiques du BRGM, bien que leur position en sommet de plateau ne soit pas systématique ;
- la terre à brique ou lehm : expression ancienne qui désigne la partie superficielle de la couverture lœssique, décalcifiée, enrichie en argile et rendue brune ou rouge par la pédogenèse ;
- l'ergeron : lœss calcaire, non pédogenisé, autrefois impropre à la réalisation de briques.

## Lithologie et formation
La définition du lœss est double : lithologique (limon calcaire) et génétique (dépôt éolien).

### Composition et structure

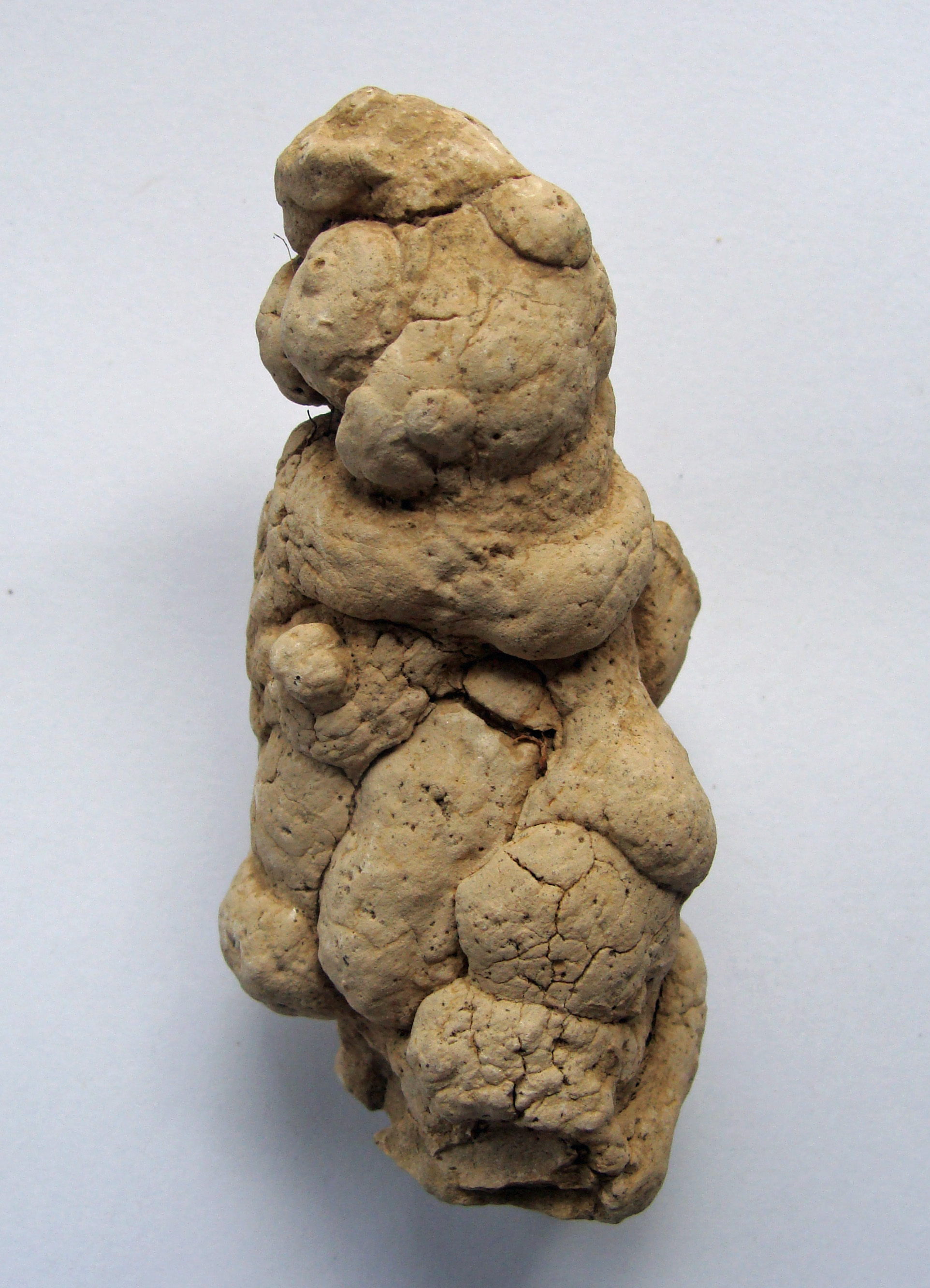
Poupée de lœss. Localisation : Geispolsheim (Bas-Rhin).

Le lœss est formé principalement de silice (quartz détritique) et de carbonate de calcium (CaCO3). Il contient, en proportion moindre, des feldspaths, de la biotite (mica) (deux minéraux qui, avec le quartz, entrent dans la composition des sables) et des argiles, souvent de la kaolinite (ces argiles pouvant être agglomérées et former des grains de limon fin).
Le lœss typique est une roche meuble limoneuse, homogène, finement poreuse, de couleur jaunâtre à brunâtre, souvent calcaire (10 à 30 % de CaCO3). La composition granulométrique d'un lœss typique correspond à du sable fin pour 10 %, du limon pour 75 % (essentiellement du limon grossier) et 15 % d’argile. Les sables éoliens de couverture sont limono-sableux avec une dominante de sable fin (voir sédimentologie).
La structure se caractérise par un très bon tri granulométrique dû à son origine éolienne, avec essentiellement des grains compris entre 10 et 50 micromètres (une taille entre 2 et 50 micromètres correspondant à un limon). Il est homogène, sans stratification mais avec une très forte porosité résultant de traces de racines et d’une cimentation carbonatée des grains.
Dans le lœss peuvent se trouver des concrétions calcaires appelées poupées de lœss.

### Genèse
Le lœss résulte, au cours du Pléistocène, de l'accumulation au sol, sous climat froid et sec, de limons transportés par le vent depuis des zones sources (farine glaciaire déposée en avant des glaciers et qui est emportée par les vents catabatiques, alluvions fluviatiles, dépôts fluvio-glaciaires, sédiments côtiers et estuariens, zones arides, lacs asséchés, cendres volcaniques…) soumises à une déflation éolienne alors que la végétation est steppique, clairsemée. Dans les environnements périglaciaires, les vents très érosifs sont susceptibles d'arracher de grandes quantités de poussière (érosion éolienne) et de transporter des particules sédimentaires : les plus grossières se déposent rapidement sous forme de dunes, puis de couverture sableuse ; les plus fines (particules limoneuses et argileuses) sont transportées à de grandes distances avant d'être piégées par une végétation steppique dense ou par la neige, ce qui est à l'origine d'un dépôt nivéo-éolien s'accumulant lors de la fonte des neiges pendant les périodes de réchauffement climatique, préférentiellement sur des zones en position sommitale. Dans un contexte désertique, les lœss sont des abats massifs de poussières désertiques en périphérie des déserts (ceinture péridésertique). La puissance et la variabilité spatiale traduit des changements dans la direction ou l'intensité des vents dominants au passage de barrières géomorphologiques.
La fraction carbonatée sédimentaire des lœss (carbonates primaires) est générée par la gélifraction des calcaires sur les versants. Ces carbonate « sont entraînés dans les plaines alluviales par les processus de ruissellement et de solifluxion, puis transitent par le réseau hydrographique en direction des paléoestuaires où ils seront ultérieurement soumis à la déflation. Parallèlement à cette production par gélifraction, une fraction de carbonates primaires est engendrée par l'abrasion des éléments calcaires (blocs galets, granules) en contexte fluviatile dans les plaines alluviales ».
Lorsque les couvertures sont épaisses, les lœss comportent des paléosols (sols anciens fossilisés) interglaciaires qui montrent que ces dépôts se sont mis en place au cours de plusieurs cycles interglaciaire-glaciaire. Le lœss de couverture le plus récent date de la fin du Weichselien ou du Würm et s'est déposé il y a 25 000 - 13 000 ans.

## Les lœss sableux
Une dérive granulométrique vers les sables (lœss « sableux ») peut être due à la proximité de la zone source lœss et donc à un tri éolien moins poussé. Ainsi une zone dite « sablo-limoneuse » sépare en Belgique les sables éoliens de Campine des lœss de Hesbaye. Une granulométrie plus grossière peut également être due à l’enrichissement par des matériaux locaux disponibles en abondance.

## Processus post-dépositionnels
Un lœss typique, bien défini en texture et structure, est susceptible d’être soumis à de nombreux processus, contemporains ou postérieurs au dépôt, qui modifient la lithologie originelle : érosions, ruissellements (lœss lités), processus périglaciaires (structurations cryogéniques, coins de glaces, cryoreptation, cryoturbations…) et pédogenèses. De nombreux faciès issus de ces processus ont une signification paléoclimatique et chronologique. Ils permettent de développer une stratigraphie des couvertures sédimentaires lœssiques.

## Répartition et ampleur des formations lœssiques
La répartition spatiale du lœss est liée aux conditions de dépôts, en marge des inlandsis continentaux et des déserts.
L'épaisseur des sédiments lœssiques peut dépasser plusieurs dizaines de mètres. Les plus importants dépôts se situent en Chine où ils atteignent environ 200 m de puissance et sont disposés en plateaux fortement incisés par l'érosion hydrique..
Ils peuvent s'étendre en couverture continue, couvrant l'ensemble de la topographie
Le lœss est présent aux latitudes moyennes de l'hémisphère Nord, entre 30 et 60° : Europe (de la Beauce à l'Ukraine), États-Unis (au sud des Grands Lacs), en Chine sur environ 10 % de la surface. Dans l'hémisphère Sud, des dépôts de lœss existent en Argentine, en Nouvelle-Zélande, etc..
Ces dépôts éoliens de couverture se répartissent en une zonation éolienne périglaciaire où se succèdent, depuis la région source, des particules prises en charge par le vent au niveau des accumulations fluviatiles ou fluvio-glaciaires, une zone sableuse (des sables de couverture), une zone sablo-limoneuse étroite ou absente (une zone de transition), une zone limoneuse (une zone des lœss proprement dits) où la couverture éolienne est d'abord continue puis devient progressivement discontinue avec une épaisseur qui s'amenuise et enfin, sporadique.
Ainsi, dans le Nord-Ouest de l'Europe, en considérant la zonation entre les Pays-Bas et le Nord de la France : la région source est représentée par les dépôts fluviatiles du Rhin - Meuse - Escaut qui s'étendaient en mer du Nord et étaient alors émergés en raison de la régression marine glacio-eustatique en période de plein glaciaire (pléniglaciaire).

## Caractéristique agronomique

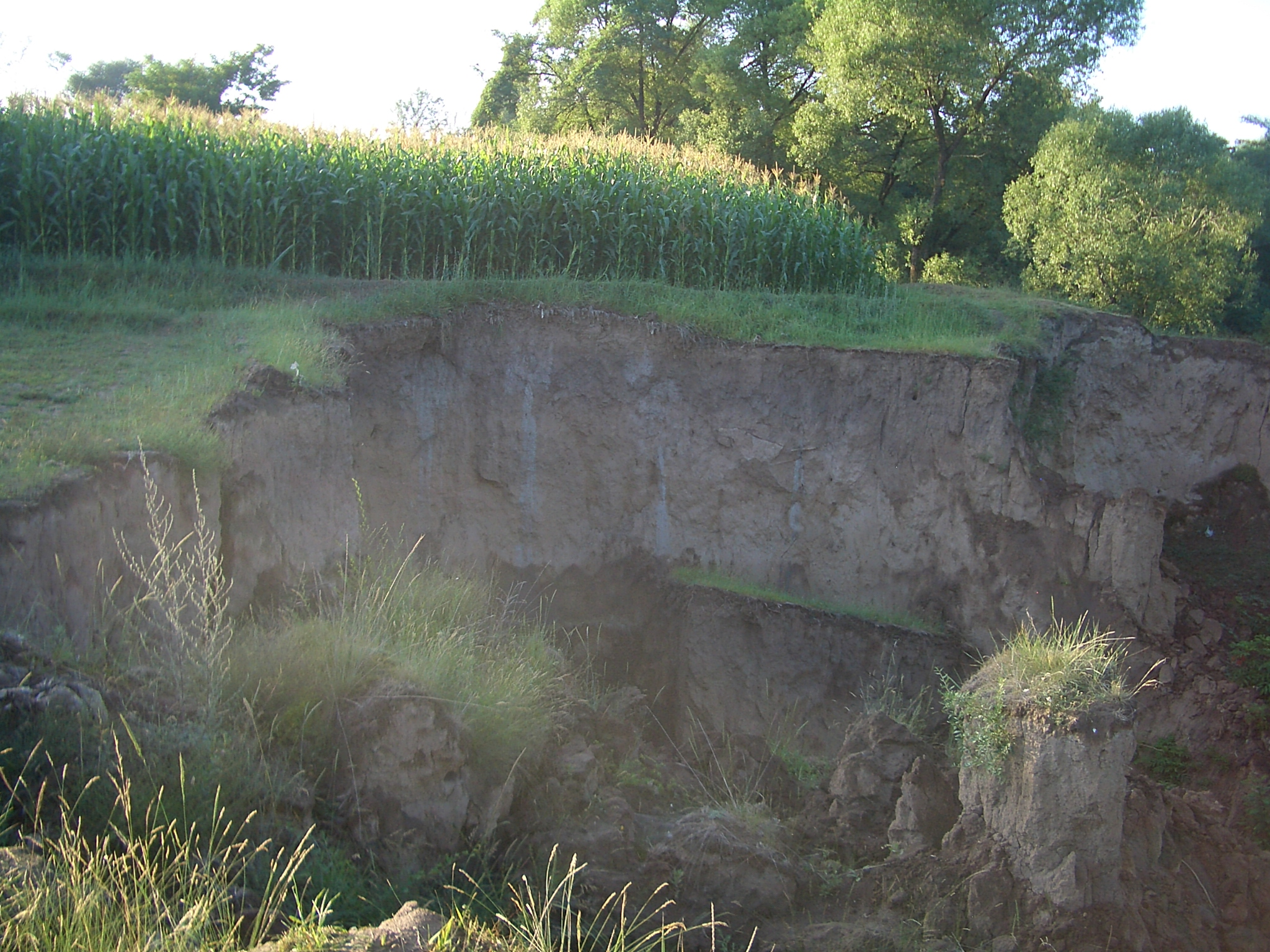
Érosion régressive des parcelles cultivées et ravinement (Linxia, Gansu).

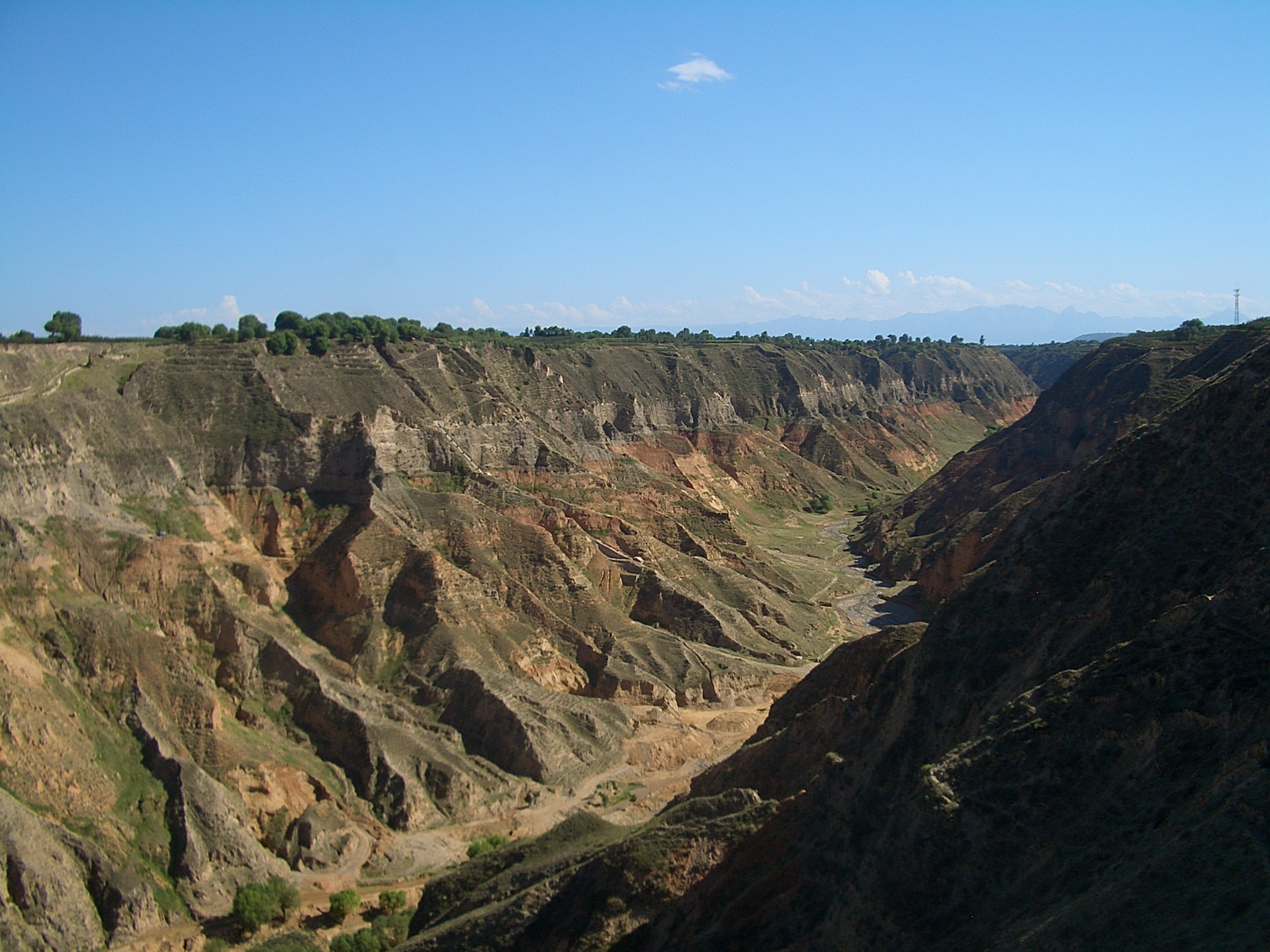
Ravinement intense et formation en badlands dans la basse vallée de Daxia (Linxia, Gansu).

Les terres lœssiques sont réputées favorables à l'agriculture, en particulier grâce à leur capacité de rétention en eau. La qualité agricole des lœss est également accrue par leur évolution pédologique ultérieure en sols bruns forestiers, sous une végétation climacique de forêt de feuillus, chênes et bouleaux sur les terres les plus basses et les plus chaudes, évoluant en hêtraie sur les terres plus froides ou plus élevées.
Les régions lœssiques sont traditionnellement des terres à blé, par exemple : la Beauce, le Kochersberg, la Plaine d'Allemagne du Nord, le Plateau de Lœss en Chine du Nord (vallée du Fleuve jaune).
Cependant, les problèmes d'érosion deviennent particulièrement alarmants, en particulier en Chine où les taux d'érosion des régions agricoles sont considérables. Les désordres concernent non seulement l'agriculture mais le fonctionnement hydrologique (avec ses conséquences sur les écosystèmes aquatiques sur l'ensemble du tracé des cours d'eau) et la remise en suspension des sédiments lœssiques qui entraînent de véritables tempêtes de sable jusque dans la région de la capitale chinoise. Il s'agit d'un véritable processus de désertification.

## Les paysages de lœss

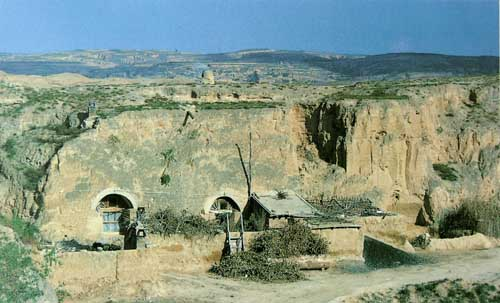
Habitat troglodytique dans la couverture de lœss, Yulin (Nord-Shaanxi).

Quand les formations lœssiques sont abondantes, elles tendent à générer une morphologie propre, soit héritée de son dépôt (adoucissement et empâtement des versants, constitution de petites collines, désorganisation du réseau hydrologique de rang inférieur...), soit liée à leur sensibilité à l'érosion (plateaux de lœss chinois, développement de badlands...).